# Konståkning vid olympiska vinterspelen 1960
Konståkning vid olympiska vinterspelen 1960 i  Squaw Valley Ski Resort, Kalifornien, USA.

## Herrsingel
| Medalj | Åkares               | Poäng  | Placering |
| ------ | -------------------- | ------ | --------- |
| Guld   | David Jenkins (USA)  | 1440.2 | 10        |
| Silver | Karol Divin (TCH)    | 1414.3 | 22        |
| Brons  | Donald Jackson (CAN) | 1401.0 | 31        |

## Damsingel
| Medalj | Åkares                 | Poäng  | Placering |
| ------ | ---------------------- | ------ | --------- |
| Guld   | Carol Heiss (USA)      | 1490.1 | 9         |
| Silver | Sjoukje Dijkstra (NED) | 1424.8 | 20        |
| Brons  | Barbara Roles (USA)    | 1414.9 | 26        |

## Parkåkning
| Medalj | Åkares                                                      | Poäng | Placering |
| ------ | ----------------------------------------------------------- | ----- | --------- |
| Guld   | Kanada (Barbara Wagner, Robert Paul)                        | 80.4  | 7         |
| Silver | Tysklands förenade lag (Marika Kilius, Hans-Jürgen Bäumler) | 76.8  | 19        |
| Brons  | USA (Nancy Ludington, Ronald Ludington)                     | 76.2  | 27.5      |

## Medaljställning
| Pl. | Nation                 | Guld | Silver | Brons | Totalt |
| --- | ---------------------- | ---- | ------ | ----- | ------ |
| 1   | USA                    | 2    | 0      | 2     | 4      |
| 2   | Kanada                 | 1    | 0      | 1     | 2      |
| 3   | Nederländerna          | 0    | 1      | 0     | 1      |
| 3   | Tjeckoslovakien        | 0    | 1      | 0     | 1      |
| 3   | Tysklands förenade lag | 0    | 1      | 0     | 1      |